# Ciné-club universitaire de Genève
Pour les articles homonymes, voir CCU.
Le Ciné-club universitaire de Genève (CCU) est un ciné-club animé par des étudiants ou anciens étudiants de l'Université de Genève. Il propose une programmation regroupée autour de cycles trimestriels, pour (re)découvrir les chefs-d'œuvre, les films rares ou les auteurs majeurs du septième art. Créé en 1951 par le réalisateur Claude Goretta, c'est le plus ancien des ciné-clubs universitaires de Suisse.

## Organisation
Le CCU est organisé autour d'un comité composé de membres bénévoles qui proposent des idées de cycles, discutent et votent les trois cycles de l’année, participent à la mise en place d’un ou de plusieurs cycles en intégrant un groupe de travail, élaborent des articles de fonds pour la Revue du Ciné-club universitaire, rédigent des fiches filmiques, créent des événements parallèles et collaborent avec des partenaires extérieurs, enfin assistent aux séances du lundi soir et parlent cinéma avec des passionnés.
Le travail du comité du CCU est soutenu par le bureau des Activités culturelles de l'Université de Genève.

## Histoire

### Le temps des pionniers (1951-1971)
En 1951, Claude Goretta crée le « Cinéma d’essai universitaire ». Il est rejoint par Alain Tanner et Jean Mohr. Les projections ont lieu pour l’essentiel à l’aula des Bastions à l’Université de Genève, ainsi qu’au cinéma ABC.
Dès le milieu des années 1950, Jacques Rial, Alain Buholzer et Pierre Barde se succèdent à la tête de ce qui est devenu le « Ciné-club universitaire de Genève » (CCU). Freddy Buache, le fondateur et directeur de la Cinémathèque suisse, joue un rôle essentiel pour la pérennisation de l’entreprise, du moins jusqu’à la fin du siècle. Ces responsables lancent la production de fiches filmiques qui s’attachent à un réalisateur et apportent aux spectateurs une information alors rare.
Jusque dans les années 1970, le CCU, autofinancé, fait partie de l’Association générale des étudiants (AGE), structure gérant tout ce qui affère à la vie sociale, sportive et bientôt culturelle des étudiants.
En 1961, le cinéma ABC qui hébergeait les séances du CCU ferme ses portes. Pierre Barde, Jacques Rial et Éric Chasalle, directeur de l’ABC, fondent en février 1962 le cinéma l’Écran, classé « Art et essai ». Une répartition « thématique » des projections est mise en place entre l’Écran et le CCU.
Quand Pierre Biner prend la tête du CCU en 1961, les projections ont lieu au cinéma Le Paris, aujourd’hui Auditorium Fondation Arditi (où le CCU projette actuellement ses cycles). Un accord est trouvé avec Jacques Robert, responsable de la Fédération française des ciné-clubs, qui fera du CCU le ciné-club franco-suisse : une partie des projections a lieu à Genève et l’autre à Ville-la-Grand, en France voisine. Pierre Biner quitte le CCU en 1965.
En 1968, Étienne Dumont, encore collégien, intègre le CCU puis, avec quelques membres influents, le comité du CCU. Il instaure une programmation tous azimuts, qui laisse à chacun le soin de se faire une idée de la qualité d’un film. Il propose des marathons du cinéma sur le modèle de certaines cinémathèques, projette jusqu’à soixante films sur un week-end, et esquisse la programmation par cycles. Les projections revenues pour un temps à l’aula des Bastions se déplacent alors à la Salle Patiño, voire au Musée d'art et d'histoire. En 1971, le CCU cesse d'être une structure qui gravite autour de l'Université pour être incorporé dans une structure administrative de l'Université de Genève.

### Les Activités culturelles de l'Université de Genève
Dès 1971, Annie Lefèvre prend la tête de ce qui deviendra les Activités culturelles de l’Université (AC), une structure administrative entièrement financée par l’Université. Elle offre une plus grande sécurité de programmation qui dépend moins de la fréquentation du public mais qui peut subir plus directement les pressions de l’administration universitaire. Dès le départ d’Étienne Dumont en 1974, Annie Lefèvre prend les rênes du CCU et de son financement. Dès lors, tout responsable des AC présidera le comité constitué d’étudiants (et de non-étudiants) et renouvelé au fil des va-et-vient des jeunes diplômés.
Les projections ont lieu à l’auditoire Rouiller d’Uni Dufour, puis elles sont déplacées à l’Auditorium Fondation Arditi. Annie Lefèvre développe l’idée des fiches filmiques, centrée sur le film projeté.
En 1974, elle crée avec Claude Richardet un cycle d’initiation au cinéma et à la télévision. Les cours sont donnés durant deux années à l’Université dans le cadre des Activités culturelles, en collaboration avec le Centre d’Animation Cinématographie (CAC) et la Radio télévision Suisse Romande. La première partie du cycle est consacrée à une approche théorique du cinéma et la seconde aux étapes de la réalisation d’un film. Parmi les intervenants on trouve le critique Jean Douchet, le producteur René Thévenet.
Les projections du Ciné-Club universitaire ont lieu le lundi : une à midi (jusqu’au milieu des années 1980) et deux le soir, à 19h et 21h. La relation entretenue avec Freddy Buache, directeur de la Cinémathèque, ainsi que des collaborations diverses, permettent des projections d’une grande richesse et rareté à des coûts relativement modérés.
Lysianne Léchot Hirt reprend la responsabilité des AC en 2001. Jusqu'à son départ en 2003, les thématiques abordées sont particulièrement renouvelées. Une nouvelle génération de cinéphiles apparaît avec de nouvelles attentes et de nouveaux goûts. La génération des Cahiers du cinéma, à son apogée avec Annie Lefèvre, cède le pas.
Entre 2003 et 2010, alors que Vincent Jacquemet est responsable des AC, diverses contraintes amènent à ne programmer qu’une séance hebdomadaire, pour un total annuel de trente-quatre séances réparties en trois cycles. Le DVD tend à remplacer la pellicule pour les projections, le CCU s’efforce cependant de projeter les films sur leur support original.
Ambroise Barras devient responsable des Activités culturelles en 2010 et, avec son équipe, continue de soutenir les membres du comité du CCU dans l'élaboration de cycles de films.

### Le Ciné-club qui aura 60 ans en 2011
En 2011, le CCU fête les 60 ans de son existence lors du cycle de printemps. À cette occasion, il donne carte blanche à dix personnalités qui ont fait 60 ans d'histoire(s) du Ciné-club universitaire et organise le 9 mai 2011 une grande fête commémorative pour remercier les nombreux bénévoles qui ont œuvré à défendre et illustrer le septième art au sein de l'Université.

## Lieux de projection
- Aula des Bastions à l’Université
- Cinéma ABC
- Cinéma Le Paris, aujourd’hui Auditorium Fondation Arditi
- Salle Simon Patiño
- Centre d'Animation Cinématographique (CAC Voltaire)
- Musée d’art et d’histoire
- Auditoire Rouiller d’Uni Dufour
- Auditorium Fondation Arditi

## Le Ciné-club dans la littérature
« - Au départ, reprit Pascal, j'étais ébloui de travailler avec un type qui avait fait du cinéma, qui avait fondé le Ciné-club avec des types comme Goretta ou Tanner avant de travailler avec eux à la TV, en compagnie de Soutter ou de Lagrange. Des dieux pour moi ! Des mecs qui ont sorti François Simon du théâtre, qui ont révélé Jean-Luc Bideau ! »

— Corinne Jaquet, Zoom sur Plainpalais, Éditions Luce Wilquin, 2011, p. 42